# 福島赤十字病院
福島赤十字病院（ふくしませきじゅうじびょういん、英語: Japanese Red Cross Fukushima Hospital）は、福島県福島市八島町にある医療機関。日本赤十字社福島県支部が設置する病院である。特殊医療機能として、救急特例病床17床、ICU（集中治療室）3床、CCU（冠疾患集中治療室）3床を備える。

## 沿革

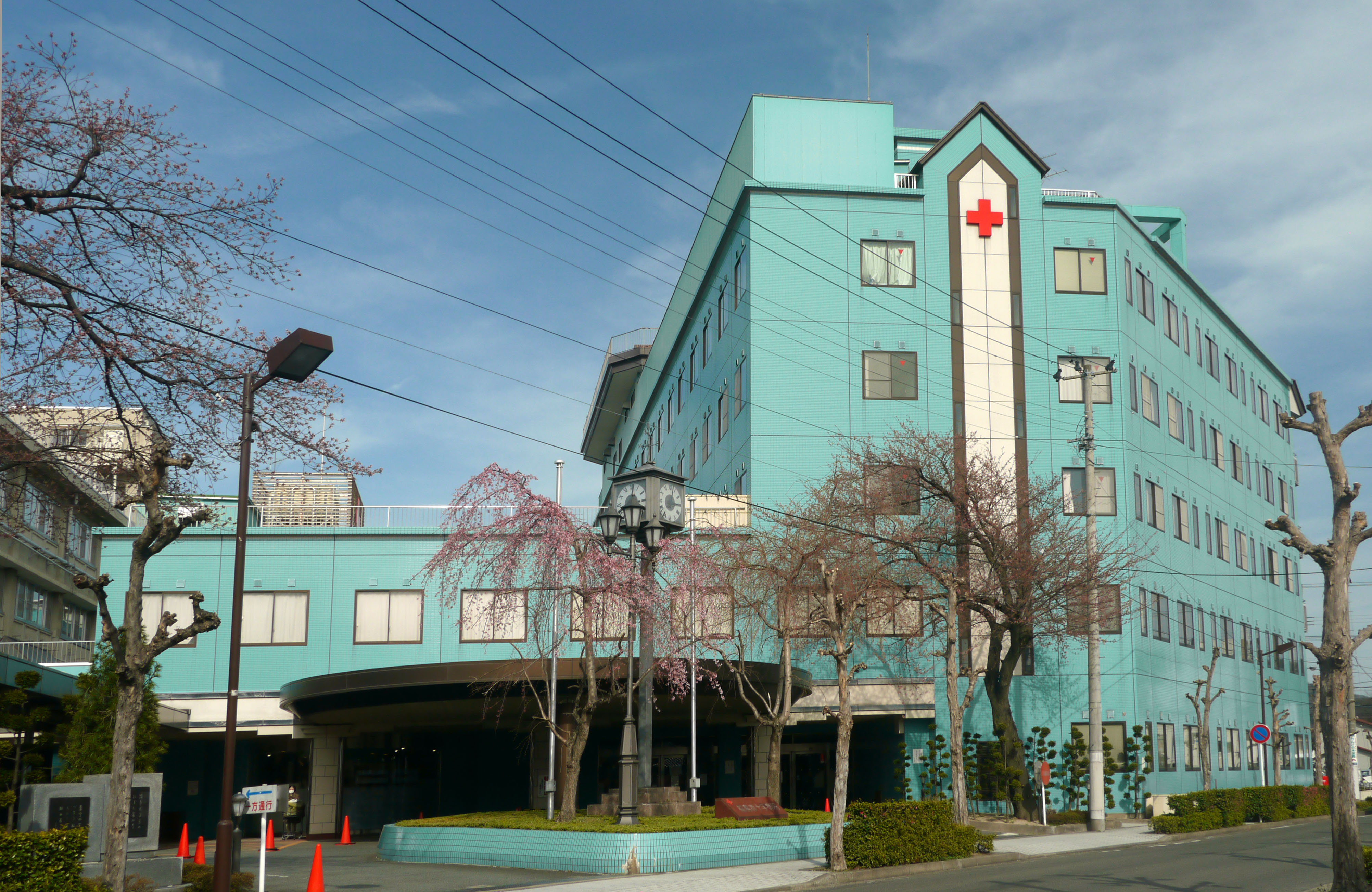
入江町時代の病院(2012年4月)

- 1943年（昭和18年）8月1日 - 福島市舟場町に、日本赤十字社福島支部福島療院として開設。

- 1944年（昭和19年）4月 - 福島赤十字病院と改称。
- 1962年（昭和37年）2月 - 福島市入江町に移転。
- 1963年（昭和38年）9月 - 綜合病院として承認を受ける。綜合病院福島赤十字病院に改称。
- 1964年（昭和39年）9月 - 救急告示病院の指定。
- 1996年（平成8年）11月 - 災害医療センターの指定。
- 2015年（平成27年）5月 - 名称から綜合病院を削除し福島赤十字病院に改称。
- 2016年（平成28年） - 新病院（八島町）着工。
- 2019年（平成31年）1月 - 新病院に移転。

## 診療科
- 内科
- 糖尿病・代謝内科
- 消化器内科
- 循環器内科
- 精神科・心療内科
- 小児科
- 外科
- 呼吸器外科
- 心臓血管外科
- 整形外科
- 脳神経外科
- 神経内科
- 皮膚科
- 形成外科
- 泌尿器科
- 産婦人科
- 眼科
- 耳鼻咽喉科
- 麻酔科

診療協働部門
- 看護部
- 薬剤部
- 医療技術部（臨床工学技術課、栄養課）
- 検査部
- 放射線科
- リハビリテーション科

## 医療機関の指定等
- 保険医療機関
- 救急告示医療機関
- 労災保険指定医療機関
- 指定自立支援医療機関（更生医療・育成医療）
- 身体障害者福祉法指定医の配置されている医療機関
- 精神保健及び精神障害者福祉に関する法律（昭和25年法律第123号）に基づく指定病院又は応急入院指定病院
- 精神保健指定医の配置されている医療機関
- 生活保護法指定医療機関
- 医療保護施設
- 結核指定医療機関
- 養育医療（母子保健法）指定医療機関
- 育成医療（児童福祉法）指定医療機関
- 戦傷病者特別援護法指定医療機関
- 原子爆弾被害者医療指定医療機関
- 第二種感染症指定医療機関[2]
- 災害拠点病院（地域災害医療センター）
- 臨床研修指定病院
- DPC対象病院
- 船員法第83条に基づく指定医[3]
- 地域医療支援病院
- 労働者災害補償保険法指定医療機関
- 地方公務員災害補償法指定医療機関
- 国家公務員災害補償法指定医療機関
- 認知症疾患医療センター（地域型）

## 交通アクセス
病院公式サイトを元に調整記載
- JR東日本東北本線福島駅東口より、福島交通バス
「東浜町経由福島赤十字病院線」乗車、「福島赤十字病院」下車（ダイヤ注意）
「伊達・藤田方面行き」「梁川・掛田・保原方面行き」乗車、「日赤病院前」下車
- 福島駅から車で10分
- 東北自動車道
福島飯坂インターチェンジより国道13号・国道4号で福島県庁方面へ
福島西インターチェンジより国道115号・国道4号で仙台方面へ

## 周辺の施設
- 福島市音楽堂
- 福島競馬場